# Бейсужек Лівий
Бейсужек Лівий (Бейсужек Южний) — річка у степовій черноземній частині Краснодарського краю, ліва притока річки Бейсуг. Довжина — 161 км, сточище — 1890 км². Практично на всьому протязі течії Бейсужек зарегульовано — фактично річка і її притоки є ланцюжки ставків, що використовуються для зрошення і розведення риби. Долина Лівого Бейсужка населена від джерела (у хутора Терновий) до місця впадіння в Бейсуг (у станиці Брюховецька), відстань між населенними пунктами не більш за два кілометри. На річці розташоване місто Корєновськ.

## Притоки Лівого Бейсужка і населені пункти сточища
- хутір Терновий
- лівий притока — Сухий Лог: хутір Безлісний
- станиця Новобейсузька, хутір Бейсужек Вторий, хутір Бураковський, місто Корєновськ, хутір Пролетарський, станиця Дядьківська
- права притока — Журавка: хутір Сєверний, хутір Журавський, станиця Журовська, станиця Виселкі
  - ліва притока Журавки — Мальована: хутора Бабиче-Корєновський, Мальований, Казаче-Мальований, Іногороднє-Мальований (Мужиче-Мальований)
- права притока Очеретовата Балка: село Братковське (Братковка)
- Новокорсунська, хутора Красноармійський, Рашпіль, Барибінський, Ленінський, Новий, Кавказький, Побєда, Красна Нивка, Чкалова, Красна Поляна, станиця Брюховецька.